# Capricornis
Capricornis (chi Tì linh) là một chi động vật có vú trong họ Bovidae, bộ Artiodactyla. Chi này được Ogilby miêu tả năm 1836. Loài điển hình của chi này là Antilope thar Hodgson, 1831. Chúng sinh sống tại Trung, Đông và Đông Nam Á.

## Các loài
Cho tới gần đây người ta vẫn còn liệt kê các loài trong chi này thuộc về chi Naemorhedus (Ban linh). Nhưng sau đó, người ta bắt đầu công nhận 1 loài là Capricornis sumatraensis, với 11 phân loài, chẳng hạn như trong Schaller (1977). Grubb (2005) công nhận 4 loài, tương ứng là Capricornis milneedwardsii, Capricornis rubidus, Capricornis sumatraensis và Capricornis thar.
Gần đây nhất, Groves và Grubb (2011) tăng số loài lên thành 6, tương ứng là:
- Tỳ linh Nhật Bản (Capricornis crispus) - chỉ có ở Nhật Bản.
- Sơn dương Đài Loan (Capricornis swinhoei) - chỉ có ở Đài Loan.
- Sơn dương Sumatra (Capricornis sumatraensis) - chỉ có tại Indonesia, Malaysia và miền nam Thái Lan.
- Sơn dương lục địa hay sơn dương Trung Quốc (Capricornis milneedwardsii) có ở Trung Quốc và Đông Nam Á, trong đó có Việt Nam với tên gọi chính thức trong tiếng Việt là sơn dương. Được chia thành hai phân loài:
  - Sơn dương Đông Dương (Capricornis milneedwardsii maritimus) hay còn gọi là sơn dương, linh dương, dê núi, nai đá.
  - Sơn dương bờm trắng (Capricornis milneedwardsii milneedwardsi)
- Sơn dương đỏ (Capricornis rubidus)
- Sơn dương Himalaya (Capricornis thar) - dọc theo dãy núi Himalaya.

## Hình ảnh

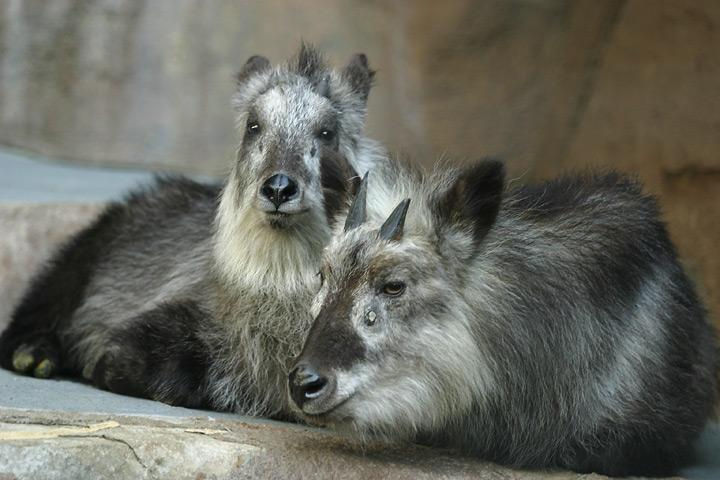
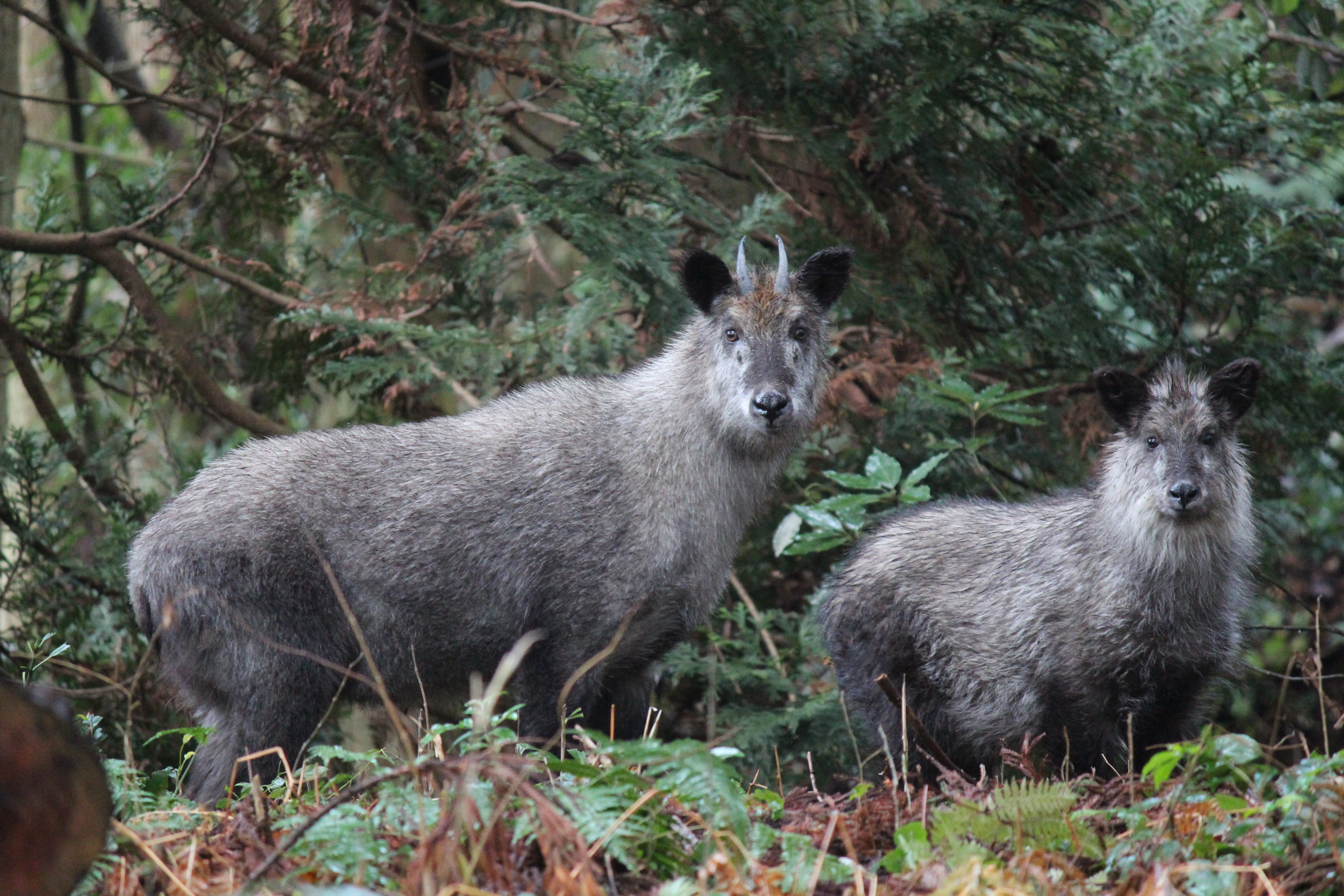
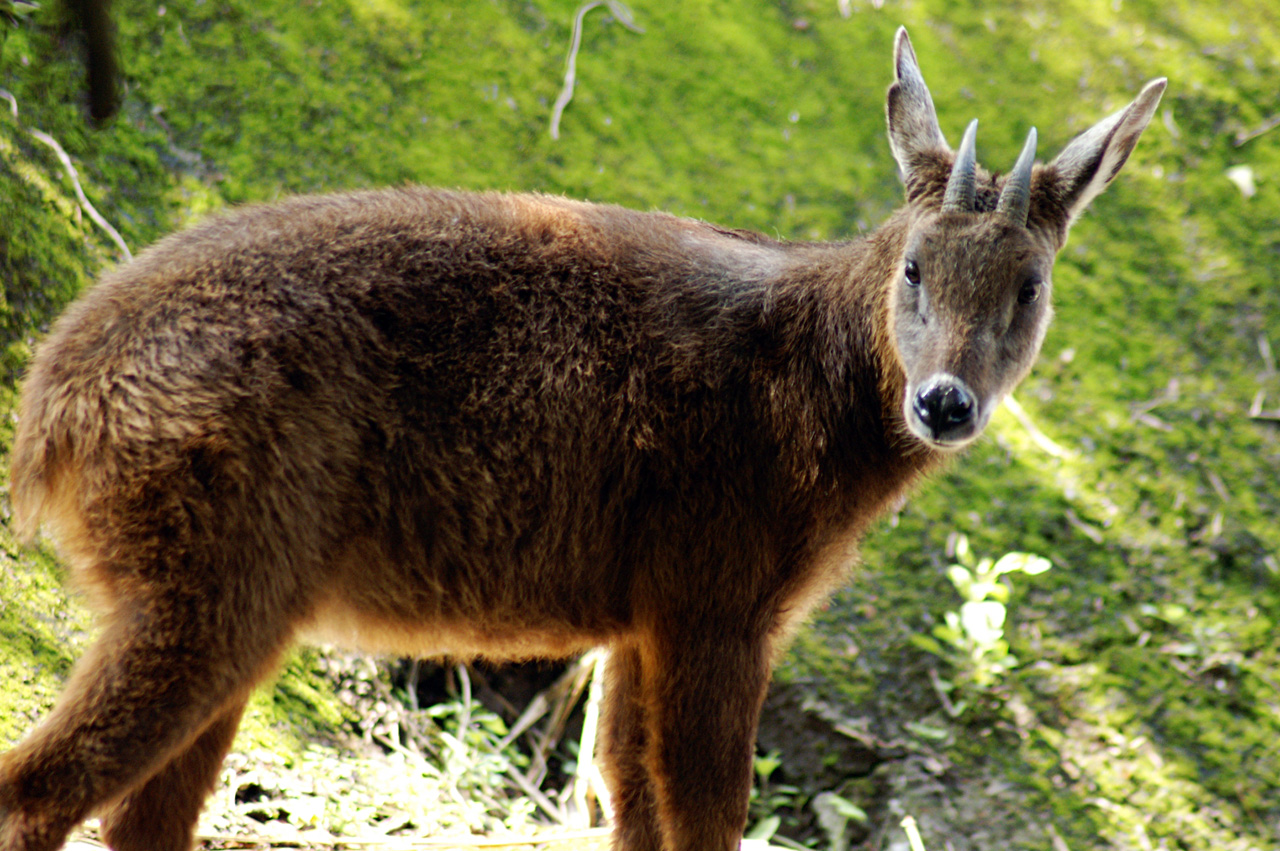